# Michel Troper
Michel Troper, né le 9 août 1938 à Paris, est un universitaire et juriste français. Il est professeur émérite en droit public de l'université Paris-Nanterre.

## Biographie
Auteur en 1967 d'une thèse de doctorat en droit constitutionnel sur « la séparation des pouvoirs et l'histoire constitutionnelle française » (dirigée par Charles Eisenmann), Michel Troper est reçu au concours d'agrégation en droit public et science politique en 1968.
Il est alors nommé professeur à l'Université de Rouen, à laquelle il reste affecté jusqu'en 1978. A cette date, il devient professeur à l'Université Paris-Nanterre, dont il devient le fondateur et premier directeur du Centre de Théorie et d'Analyse du Droit. Il enseigne également la philosophie du droit à l'Institut d'études politiques de Paris. En 1993, il devient membre de l’Institut Universitaire de France.
Michel Troper a contribué par ses nombreux travaux à la science du droit, spécialement le droit constitutionnel français.
Il se rattache à une variante particulière du positivisme juridique, le réalisme à travers la « théorie réaliste de l'interprétation ». Celle-ci postule que les textes juridiques comme la Constitution, les lois ou les règlements, ne deviennent des normes qu'à travers l'activité d'interprétation qui appartient aux différentes juridictions jugeant en dernière instance dont les décisions ne sont pas susceptibles de recours (dans le cas français, le Conseil d'État, la Cour de cassation ou le Conseil constitutionnel). À ce titre, la théorie réaliste de Michel Troper amène ainsi à considérer que l'interprète d'un texte est le véritable auteur de la norme.

## Principaux ouvrages
- La séparation des pouvoirs et l'histoire constitutionnelle française, LGDJ, 1973, rééd. 1980.
- Pour une théorie juridique de l'État, PUF, coll. « Léviathan », 1994.
- La théorie du droit, le droit, l'État, PUF, coll. « Léviathan », 2001.
- Théorie des contraintes juridiques avec Véronique Champeil-Desplats, et Christophe Grzegorczyk, LGDJ, 2005
- Terminer la Révolution. La Constitution de 1795, Fayard, 2006.
- Préface à Les Normes d'habilitation de Guillaume Tusseau, Dalloz, 2006
- Bentham contre les droits de l'homme avec Bertrand Binoche, Jean-Pierre Clero et Étienne Balibar, 2007
- Le Gouvernement des juges, mode d'emploi, PU Laval, 2007
- Le droit et la nécessité, PUF, coll. « Léviathan », 2011.
- Michel Troper, La philosophie du droit, Paris, PUF, coll. « Que sais-je ? », 2011, 3e éd., 128 p. (ISBN 978-2-13-058535-0, lire en ligne)
- Pierre Brunet, Francis Hamon et Michel Troper, Droit constitutionnel, Paris, LGDJ, coll. « Manuels », 2024, 45e éd., 910 p. (ISBN 978-2275150819, présentation en ligne)

## Prix et distinctions
- Prix René-Cassin 2013.
- Chevalier de la Légion d'honneur (2003)
- Officier de l'ordre des Palmes académiques
- Docteur Honoris Causa de Università degli studi di Napoli "Parthenope"